# Süleyman I.
Süleyman I., im Deutschen auch Suleiman (سليمان / Süleymān, genannt „der Prächtige“ und in der späteren osmanischen Geschichtsschreibung قانونی / Ḳānūnī / ‚der Gesetzgeber‘; geboren 6. November 1494, 27. April 1495 oder Mai 1496 in Trabzon; gestorben 7. September 1566 vor Szigetvár) regierte von 1520 bis 1566 als der zehnte Sultan des Osmanischen Reiches. Er gilt als einer der bedeutendsten Herrscher der Osmanen. Während seiner mehr als vierzigjährigen Herrschaft erreichten die geographische Ausdehnung und die Macht des Reiches ihren Höhepunkt.

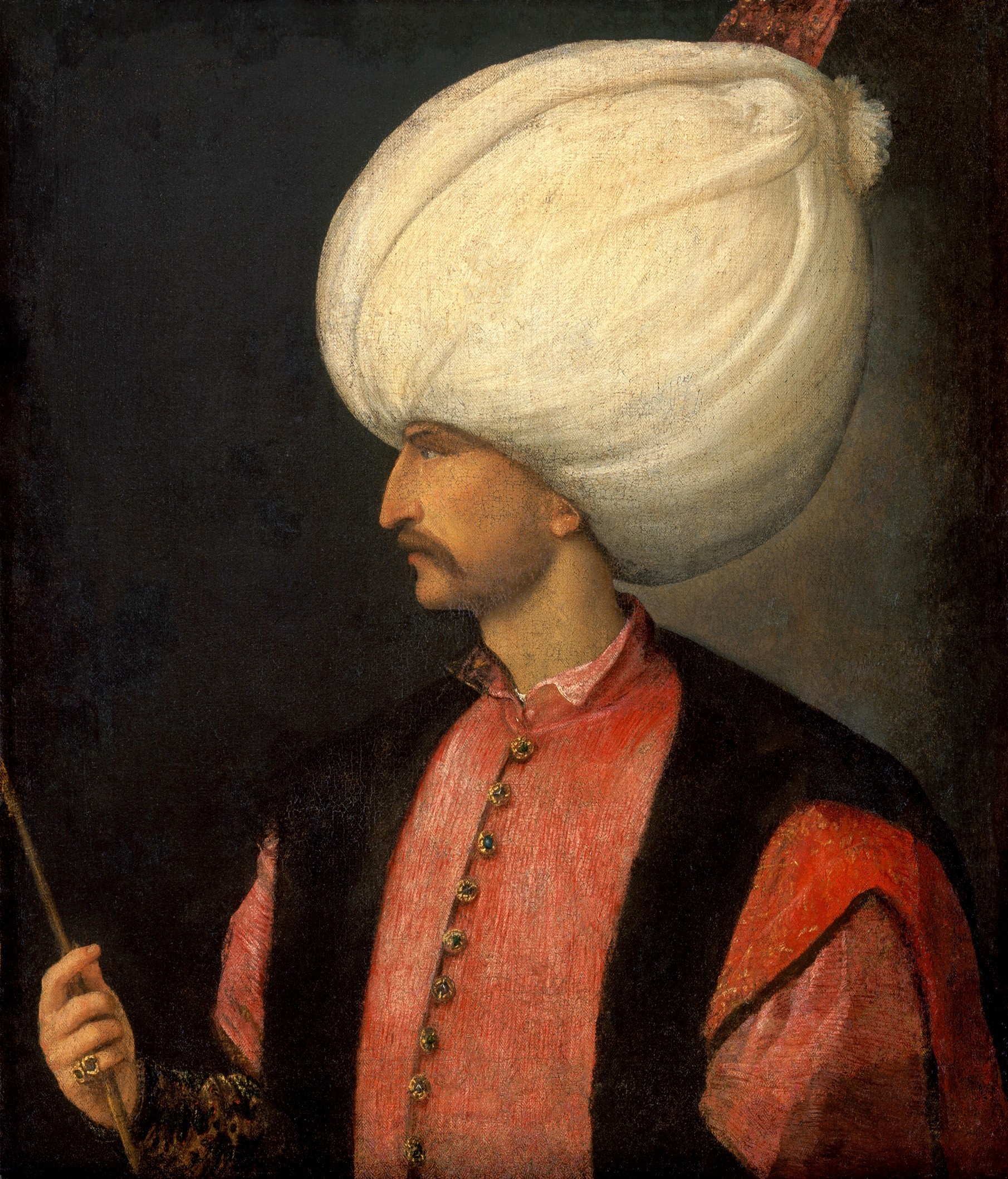
Süleymān-şāh b. Selīm-şāh Ḫān muẓaffer dāʾimā

## Anfänge
Süleyman wurde als Sohn Selims I. und seiner Frau Hafsa Sultan in Trabzon geboren. Als Geburtsjahr werden in den Quellen die Jahre 1494 und 1495 genannt, als Geburtstag sowohl der 27. April als auch der 6. November. Bereits im Jahr 1509 wurde er zum Statthalter von Kaffa ernannt, vier Jahre später (1513) zu dem von Manisa (Magnesia).
Nach dem Tod seines Vaters am 21. September 1520 erbte Süleyman dessen Sultanswürde. Er war auf das Ableben seines Vaters sicher nicht vorbereitet, aber die Voraussetzungen für den Machtwechsel waren nicht schlecht: Seine drei Brüder Murad, Mahmud und Abdullah waren 1514 von ihrem Vater Selim getötet worden, womit Süleyman als einziger Erbe übrig blieb. Allerdings ist auch behauptet worden, dass die Prinzen erst unter Süleymans Regierung getötet wurden.
Süleyman erlernte den Beruf des Goldschmieds. Nach der Tradition des Hauses Osman musste jeder Herrscher ein Handwerk erlernen. Er beherrschte mehrere Sprachen: zwei Turksprachen (Osmanisch und Tschagatai-Türkisch), Arabisch und Persisch.
Zu Süleymans engsten Vertrauten gehörte insbesondere Ibrahim Pascha, ein sowohl in den bildenden Künsten als auch in der Diplomatie versierter, polyglotter Epirote (Grieche). Sein Lieblings-Hofdichter war Hayâlî (1500?–1557). Bereits im Jahr 1520 wurde Roxelane (Hürrem) Süleymans vierte Konkubine; später geriet er unter deren Einfluss.

## Außenpolitik

Die Expansion des Osmanischen Reichs; Eroberungen Süleymans in rosa

Süleymans historischer Ruhm gründet sich vor allem darauf, dass er das Osmanische Reich nicht zuletzt durch Vergrößerung des Staatsgebiets auf den Höhepunkt seiner Macht geführt und es zu einem bedeutenden Akteur der europäischen wie nahöstlichen Politik gemacht hat. Während seiner Herrschaft führte er 13 große Feldzüge (zehn auf europäischem Gebiet, drei im vorderen Asien), hinzu kamen mehrere Seekriege im Mittelmeer.
Seinen ersten Feldzug unternahm er ein Jahr nach der Thronbesteigung gegen Ungarn. Als Vorwand diente ihm dazu die ungarische Verweigerung des bei einem Herrschaftswechsel sonst üblichen Tributs. Im Verlauf dieses Feldzugs eroberte er einige Städte und Festungen im Süden Ungarns, darunter Schabatz, Semlin und Belgrad.
1522 griff er die Insel Rhodos an, die nach sechsmonatiger Belagerung am 25. Dezember 1522 kapitulierte und in das Reich eingegliedert wurde. Die verteidigenden Ritter des Johanniterordens erhielten freien Abzug und siedelten sich 1530 auf Malta an (wo sie 1565 nochmals von Süleyman belagert wurden, diesmal allerdings erfolglos). Hierauf zog er im April 1526 mit 100.000 Mann und 300 Kanonen (siehe Topçu) erneut gegen Ungarn. Am 29. August errang er den Sieg in der Schlacht bei Mohács, worauf am 10. September Pest und Buda (Ofen) dem Sieger die Tore öffneten. Ungarn wurde zwischen dem Osmanischen und, zu einem kleineren Teil, dem Habsburgerreich aufgeteilt, was in der Folge zur Entwicklung der österreichisch-ungarischen Monarchie führte.
Nach Unterdrückung eines Aufstandes in Kleinasien unternahm er zugunsten von Johann Zápolya, des Bans von Siebenbürgen, den eine Partei zum König gewählt hatte, 1529 einen 3. Feldzug nach Ungarn, nahm am 8. September Ofen ein und drang am 27. September mit 120.000 Mann bis Wien vor. Diese Erste Wiener Türkenbelagerung gab er aber nach einem Verlust von 40.000 Mann am 14. Oktober auf. Nun wandte sich Süleyman gegen Persien. Im Osmanisch-Safawidischen Krieg von 1532 bis 1555 sandte er im Herbst 1533 ein Heer unter Großwesir Ibrahim nach Asien, wo die Festungen Erciş, Ahlat und Van fielen und er am 13. Juli 1534 die persische Hauptstadt Täbris einnahm. Auch Bagdad wurde noch am 4. Dezember desselben Jahres besetzt und von dort das eroberte Land organisiert.
Währenddessen hatte Süleymans Flotte unter Khair ad-Din Barbarossa den Spaniern 1533 Koroni genommen und 1534 Tunis unterworfen, welches aber 1535 durch Karls V. Tunisfeldzug (Dritter und Vierter Italienischer Krieg (1535–1544)) wieder verloren ging. Mit dem Sieg in der Seeschlacht von Preveza gegen die Heilige Liga im Jahr 1538 sicherte sich die osmanische Flotte die Dominanz im Mittelmeer bis 1571. 1541 unterwarf Süleyman mehr als die Hälfte Ungarns, und Zápolyas Sohn musste sich mit Siebenbürgen begnügen.
Im Jahre 1547 wurde ein fünfjähriger Waffenstillstand mit den Habsburgern bzw. dem Heiligen Römischen Reich geschlossen, nach welchem Süleyman ein jährlicher Tribut von 50.000 Dukaten gezahlt wurde. Hierauf unternahm er einen zweijährigen Krieg gegen Persien und erneuerte 1551 den Krieg in Ungarn, wo erst 1562 ein Friedensabkommen zustande kam.

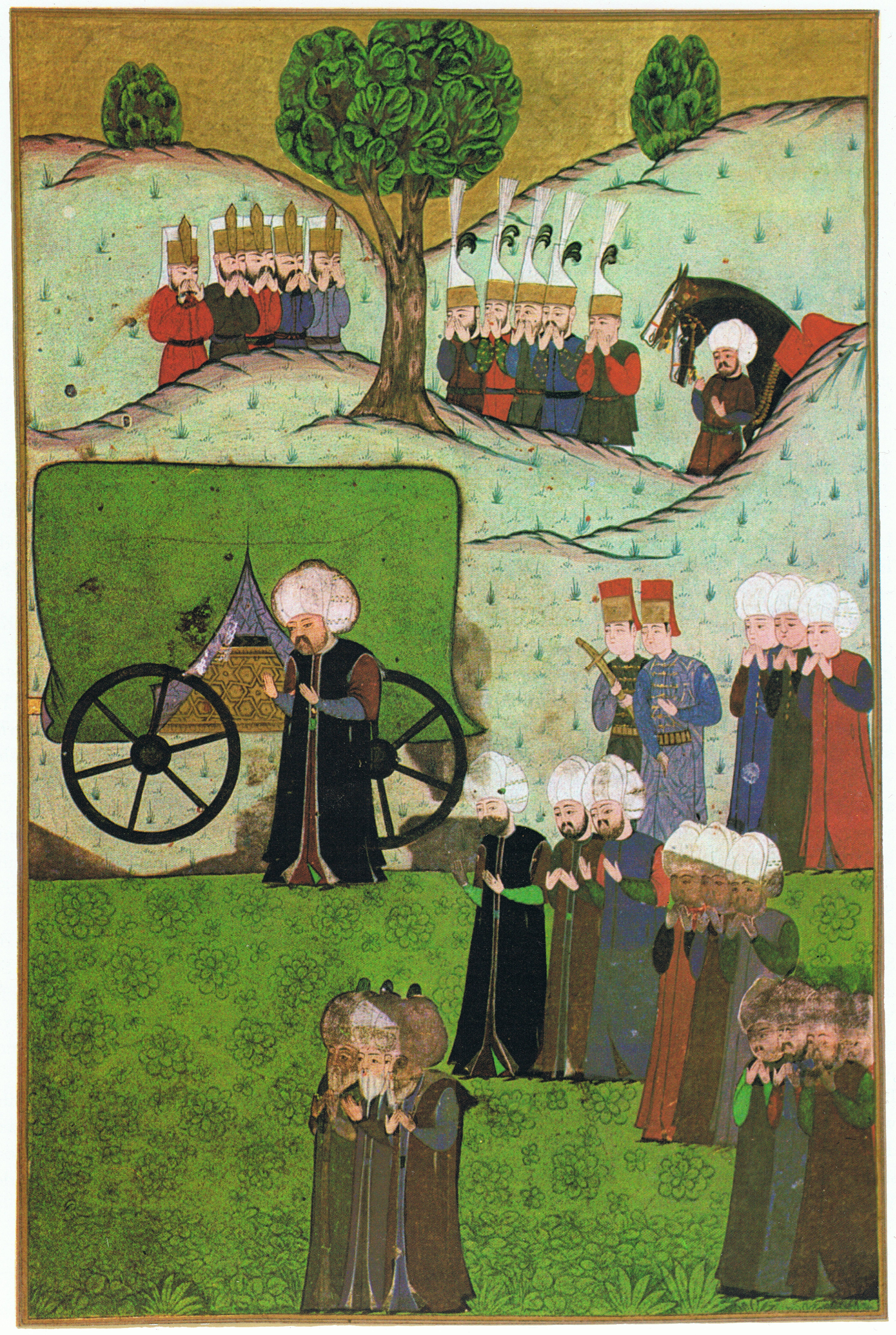
Sultan Selim II. bei der Ankunft von Süleymans I. Leichnam nahe Belgrad
(Miniatur aus dem Nüzhet el-Esrar)

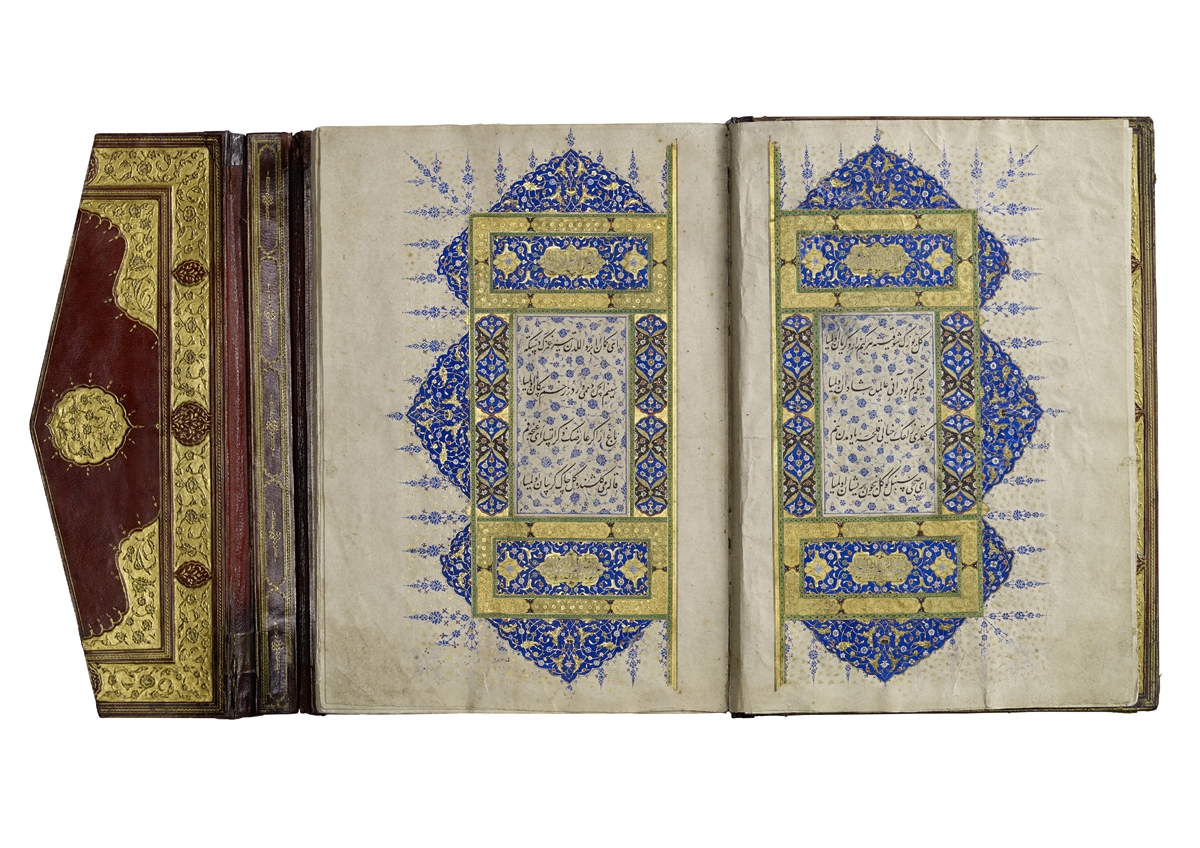
Gedichtband (Divan) mit Liebesliedern von Sultan Süleyman I.

Schon über 70 Jahre alt, brach Süleyman 1566 zu einem abermaligen Heereszug gegen Ungarn auf, starb aber während der Belagerung von Szigetvár am 5. September 1566. Auf den Thron folgte ihm sein Sohn Selim II.
Feldzugs-Tagebücher
Süleyman I. veranlasste folgende Tagebücher über seine Feldzüge:
- Tagebuch des ersten ungarischen Feldzugs Süleymans I. (1521)
- Tagebuch des zweiten ungarischen Feldzugs Süleymans I. (1526)
- Tagebuch des vierten Feldzugs Süleymans I. nach Wien (1529)
- Tagebuch des fünften Feldzugs Süleymans I. gegen Kaiser Karl V. (1532)
- Tagebuch des sechsten Feldzugs Süleymans I. gegen Siebenbürgen (1533)
- Tagebuch des siebenten Feldzugs Süleymans I. gegen Awlona (1537)

„Übersicht der Stationen des siegreichen Heeres […] Sr. Majestät Sulaiman – Gott der Erhabene stärke seine Helfer! - […] auf welchem es einmal nach dem anderen nach Ofen ging, um den verfluchten Ferdinand abzuhalten, sodann die Festung Wien belagerte, mit dem deutschen Kaiser und König in offenen Kampf zu treten anfing, einige Festungen der niedrigen Ungläubigen wegnahm und in den meisten Gegenden und Länderstrichen plünderte und raubte.“

## Innenpolitik und Rechtswesen
Bereits unmittelbar nach Antritt seiner Herrschaft gab Süleyman die durch seinen Vater eingezogenen Güter zurück und startete eine Kampagne zur Bestrafung und Disziplinierung der Staatsdiener. Außerdem betätigte er sich in erheblichem Maße als Gesetzgeber, was ihm auch seinen zweiten Beinamen Ḳānūnī eintrug. Nachdem die grundlegenden Fragen des Straf- wie auch des Verfassungsrechts bereits im Gesetzbuch Mehmeds II. geregelt worden waren, befasst sich der Süleymans Namen tragende Codex vor allem mit Finanz-, Steuer- und Bodenrecht, wobei erstmals auch bestehendes Gewohnheitsrecht kodifiziert wurde. Auch sollten durch ergänzende Bestimmungen Lücken in den Bestimmungen der Scharia ausgefüllt werden. Hierzu stützte er sich auf die Hilfe des Kazasker Mehmed Ebussuud Efendi, den er 1545 zum höchsten islamischen Gelehrten des Reiches, den sog. Scheichülislam erhob, sowie auf seinen Kanzler Celâlzâde Mustafa Çelebi, unter dessen Leitung eine leistungsfähige osmanische Verwaltung entstand.
In den letzten Lebensjahren Süleymans gab es erste Krisensymptome. Die ständigen Feldzüge brachten der Staatskasse ab 1541 nicht mehr genügend Erträge, so dass die Erhebung von Sondersteuern (immer öfter in Geld) zur Regel wurde. Auch kaufte der Staat die Lebensmittel für die Truppen deutlich unter Marktpreis ein und bewirkte so eine Lebensmittelverknappung. Zudem erhoben die Lehensinhaber, die Staatsdomänen, Großwürdenträger und frommen Stiftungen immer höhere Abgaben, zunehmend in Geld, so dass viele Bauern ihren Hof oder ihre Pacht verließen und sich zu Banden zusammenschlossen. Das Heer der Unzufriedenen wurde durch einkommenslose Koran-Studenten vergrößert. So war es möglich, dass 1555 ein falscher Prinz Mustafa mit 40.000 Aufständischen durch Rumelien ziehen konnte.

## Bauwesen
Einen Namen machte sich Süleyman I. ferner als Bauherr. Insbesondere ließ er von 1549 bis 1557 die nach ihm benannte Süleymaniye-Moschee errichten, eine der kunsthistorisch bedeutendsten Moscheen Konstantinopels. Auch in Rhodos ließ er gleich nach der Eroberung der Stadt die nach ihm benannte Süleyman-Pascha-Moschee errichten (1523). Des Weiteren entstanden in seiner Herrschaftsperiode u. a. die Prinzenmoschee (1548), die Mihrimah-Moschee (1566) und die Rüstem-Pascha-Moschee (1561). Verantwortlich zeichnete jeweils Süleymans Hofarchitekt Mimar Sinan. Daneben setzte der Sultan ein großangelegtes Kanalbauprojekt ins Werk, das die Wasserversorgung der Hauptstadt gewährleisten sollte.

## Tod und historische Bewertung

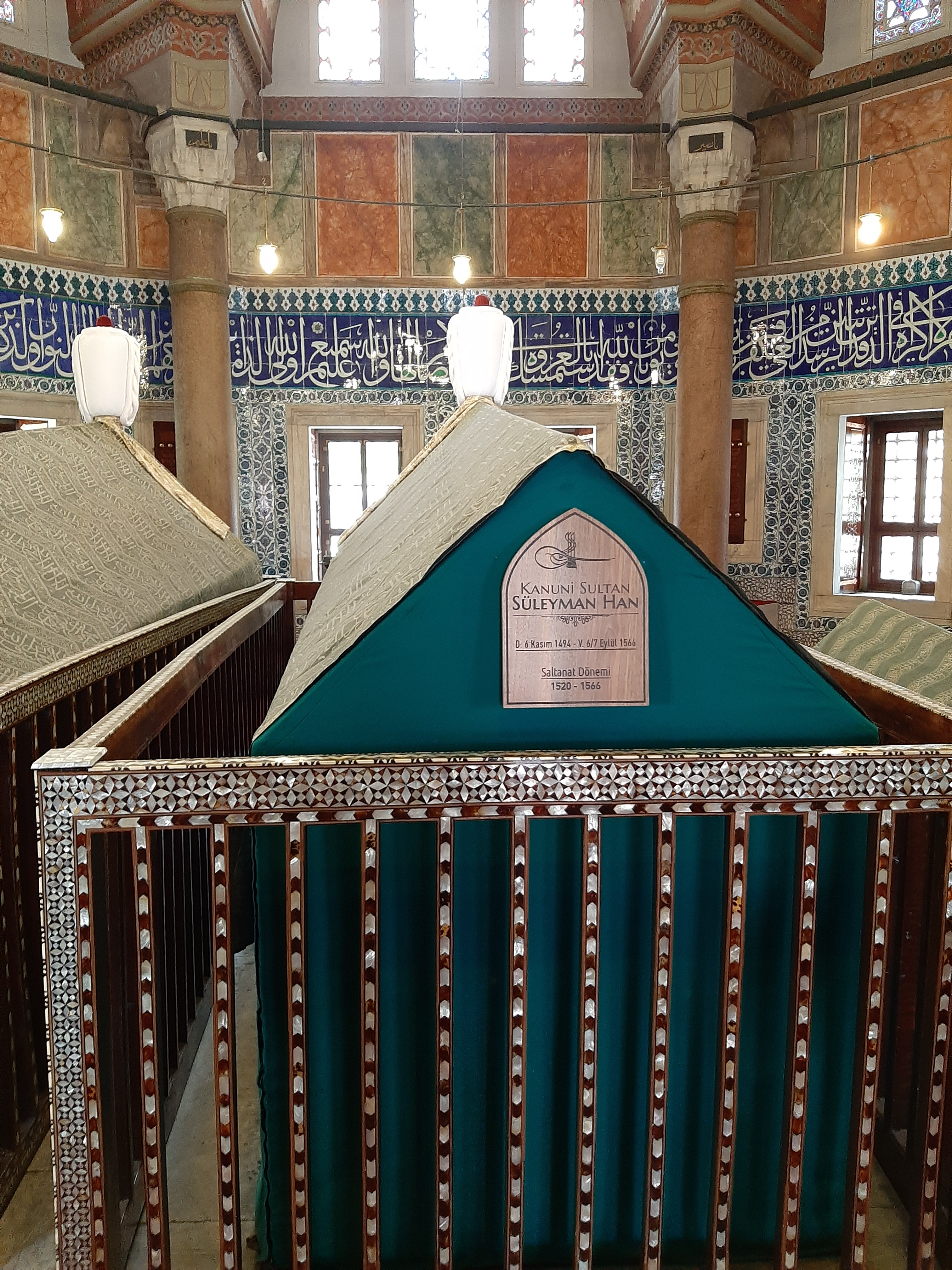
Grab von Sultan Süleyman in der Süleymaniye-Moschee Istanbul

Süleyman I. starb 1566 nach 46-jähriger Regierungszeit, der längsten in der osmanischen Geschichte. Mit ihm ging die Blütezeit der osmanischen Herrschaft zu Ende. Er gilt als der bedeutendste Sultan der Osmanen; in der osmanischen Überlieferung einerseits als Feldherr und Krieger, andererseits aber auch als weiser Gesetzgeber und Staatsmann. In Konstantinopel ließ er zahlreiche prächtige Bauwerke errichten. Außerdem verfasste Süleyman unter dem Pseudonym Muhibbi („geliebter Freund“) selbst Gedichte auf Persisch und in osmanischem Türkisch.
Heutzutage bezeichnet die Geschichtsschreibung über das Osmanische Reich ihn mit der Ordinalzahl I. Insbesondere in der europäischen Literatur findet man aber auch einen Sohn Bayezids I. mit dieser Nummer, der von den europäischen Vasallen des Reichs in der Zeit des Osmanischen Interregnums als Sultan anerkannt wurde.

## Auszeichnungen und Ehrungen

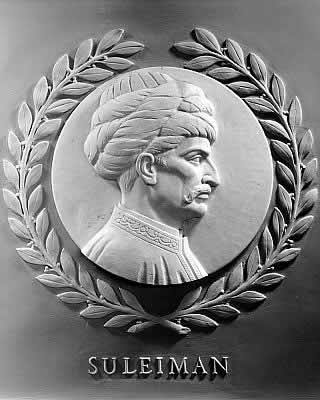
Basrelief des Süleyman im U.S.-Repräsentantenhaus in Washington

Im United States Capitol im Repräsentantenhaus der Vereinigten Staaten wurde Süleyman I. unter 23 Personen als einer der größten Gesetzgeber aller Zeiten mit einem Relief geehrt.
Des Weiteren gibt es verschiedene Statuen und Skulpturen in Ungarn zum Zeichen der türkisch-ungarischen Freundschaft. Dazu gehören unter anderem eine Statue Süleymans im Mohácsi Történelmi Emlékpark (Mohács), eine Statue von Miklós Zrinyi und Süleyman im Park der türkisch-ungarischen Freundschaft (Szigetvár) und ein symbolisches Grab und eine Statue mit der Signatur Süleymans, ebenfalls im Park der türkisch-ungarischen Freundschaft.

## Verfilmung
In der Türkei führte die Verfilmung des Lebens Süleymans unter dem Titel Muhteşem Yüzyıl („Das prächtige Jahrhundert“) zu Demonstrationen und kontroversen Diskussionen. Der türkische Kulturminister Ertuğrul Günay verteidigte die Verfilmung gegen Kritik aus religiösen und konservativen Kreisen.